# Markus Flaig
Markus Flaig (* 1971 Horb am Neckar) je německý pěvec, basbarytonista. V roce 2004 se stal laureátem soutěže International Johann Sebastian Bach Wettbewerb Leipzig. Se souborem Alta Ripa připravil své sólové album kantát Johanna Sebastina Bacha, Georga Telemanna a Christopha Graupnera
Studoval u profesorky Beaty Heuer-Christen ve Freiburgu a profesora Bertholda Possemeyera ve Frankfurtu nad Mohanem. Účinkoval v operách Richarda Strausse, Claudia Monteverdiho, Henryho Purcella, Benjamina Brittena a Jean-Philippe Rameaua na jevištích v Baden-Badenu, Schwetzingenu, Bayreuthu, Hannoveru, Frankfurtu a Freiburgu. Spolupracoval s dirigenty jako Masaaki Suzuki, Thomas Hengelbrock, Hermann Max, Konrad Junghänel nebo Marek Štryncl. Jeho repertoár sahá od renesance přes oratoria z barokní, klasicistní a romantické hudby až po premiéry soudobých skladatelů. Od roku 1997 vystupuje s pianistou Jörgem Schweinbenzem s rozsáhlým písňovým repertoárem, kde hrají písně Hugo Wolfa ústřední roli.